# Проданча
Прода̀нча е село в Западна България. То се намира в община Трън, област Перник.

## География
Село Проданча се намира на 60 км от София в Завалската планина, близо до границата със Сърбия. Обградено е с борови, букови, дъбови и акациеви гори. Има най-разнообразен дивеч, както и най-различни видове гъби.

## История
В стари документи селото е отбелязвано като: Проданча в 1447 г.; Проданковиче в 1576 г.; Буроданджа (Проданци) в 1453 г., Пуроданковиче в 1576 г., Пуроданкофча в 1624 г.; Проданча в 1878 г.
В съкратен регистър на Пиротския кадилък от 1530 година Проданче е отбелязано като село с 10 домакинства, един неженен и една вдовица. Според друг запис в същия регистър Проданиче има 9 домакинства, един неженен жител и две вдовици.
През 1884 година в селото е открито начално училище, като занятията се провеждали в отдадена под наем къща. Едва в края на 20-те години на 20. век започва строеж на пригодена училищна сграда. Първоначално училището не е имало име, впоследствие бива кръстено на Мария-Луиза, а след 9 септември се прекръства на „Христо Ботев“.
През 1923 г. в Проданча е основана земеделска кооперация „Съзнание“. Към 1935 г. тя имала 61 члена.
През 1985 г. селото има 35 жители.

## Население
Населението според последното преброяване е 5 души, като всички жители живеят в една махала, намираща се недалеч от асфалтирания път. Местните жители се занимават предимно с животновъдство и земеделие, почти във всеки двор се отглеждат пчели. С времето жителите са намалявали поради отдалечеността на селото от по-големи населени места. Огромна част от къщите са пусти и се рушат.